# Andrea Cozzolino
Andrea Cozzolino (nascido em 3 de agosto de 1962) é um político italiano que atua como membro do Parlamento Europeu desde 2009. Ele foi eleito MEP pela primeira vez em 2009 e depois reeleito em 2014 e 2019.